# Kiss cam (podryw roku)
Kiss cam (podryw roku) – singel polskiego rapera Maty. Wydawnictwo, w formie digital download ukazało się 21 czerwca 2021 roku na kanale SBM Label. Tekst utworu został napisany przez Michała Matczaka.

## Notowania

### Pozycje na tygodniowych listach sprzedaży
| Kraj   | Lista (2023– 25)         | Najwyższa pozycja |
| ------ | ------------------------ | ----------------- |
| Polska | OLiS – single w streamie | 72                |

### Pozycje na listach airplay
| Kraj   | Lista (2021–22)   | Najwyższa pozycja |
| ------ | ----------------- | ----------------- |
| Polska | AirPlay – Top     | 37                |
| Polska | AirPlay – Nowości | 3                 |

## Certyfikaty
| Kraj          | Certyfikat          | Sprzedaż |
| ------------- | ------------------- | -------- |
| Polska (ZPAV) | 2× diamentowa płyta | 250 000+ |